# North Rail Dr20
Die Baureihe Dr20 waren dieselelektrische Lokomotiven der finnischen Bahngesellschaft Operail Finland Oy, einer Tochtergesellschaft der estnischen Eisenbahngesellschaft Operail.
Am 9. März 2023 wurde Operail Finland Oy von Nurminen Logistics übernommen, der neue Firmenname der Bahngesellschaft ist North Rail Oy.

## Geschichte
Die Lokomotiven wurden von General Electric entworfen und von der türkischen Firma Tülomsaş gebaut. Ihre Modellbezeichnung lautet PowerHaul PH37ACai. Diese Lokomotiven sind neuwertig, da sie ursprünglich von der deutschen Heavy Haul Power International eingesetzt werden sollten. Die Lokomotiven wurden in Cottbus gelagert, bevor sie zur Umrüstung wieder an das türkische Werk geliefert wurden. Vor der Ankunft in Finnland wurden die Drehgestelle der Lokomotiven auf Breitspur umgestellt und das finnische Zugbeeinflussungssystem EBICAB-900-System JKV installiert.
Die ersten beiden Lokomotiven erreichten am 23. Juni 2020 den Hafen von Hanko. Die nächsten drei Lokomotiven kamen am 15. September 2020 in Hanko an. Zwei weitere Lokomotiven erreichten Finnland am 9. Januar 2021.
Die Lokomotiven wurden in Finnland einer Zulassungsprüfung unterzogen, bevor sie in Betrieb genommen wurden. Traficom hat Operail Finland Oy für den Zeitraum vom 1. Juni 2020 bis 31. Mai 2025 ein Sicherheitszertifikat für den Schienengüterverkehr ausgestellt. Das Zertifikat gilt für das Schienennetz der finnischen Eisenbahnverwaltung und die damit verbundenen privaten Gleise. Ihr Einsatz begann am 3. November 2020.
| Nummer | EVN-Nummer       | Baujahr | nach Finnland geliefert |
| ------ | ---------------- | ------- | ----------------------- |
| 29008  | 92 10 2102 201-4 | 2012    | 23.6.2020               |
| 29009  | 92 10 2102 202-2 | 2013    | 15.9.2020               |
| 29010  | 92 10 2102 203-0 | 2013    | 23.6.2020               |
| 29011  | 92 10 2102 204-8 | 2013    | 28.3.2021               |
| 29012  | 92 10 2102 205-5 | 2014    | 15.9.2020               |
| 29013  | 92 10 2102 206-3 | 2014    | 9.1.2021                |
| 29014  | 92 10 2102 207-1 | 2014    | 9.1.2021                |
| 29015  | 92 10 2102 208-9 | 2014    | 15.9.2020               |
| 29016  | 92 10 2102 209-7 | 2014    | 28.3.2021               |